# Werner Beucke

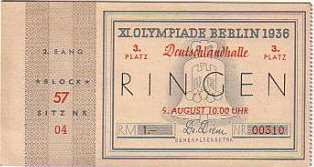
Eintrittskarte 1936

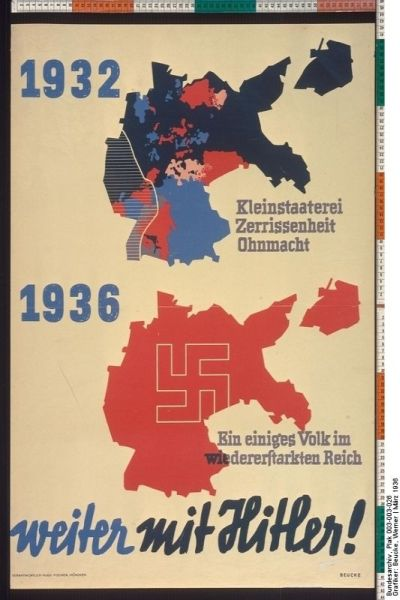
Reichstagswahl im Deutschen Reich 1936

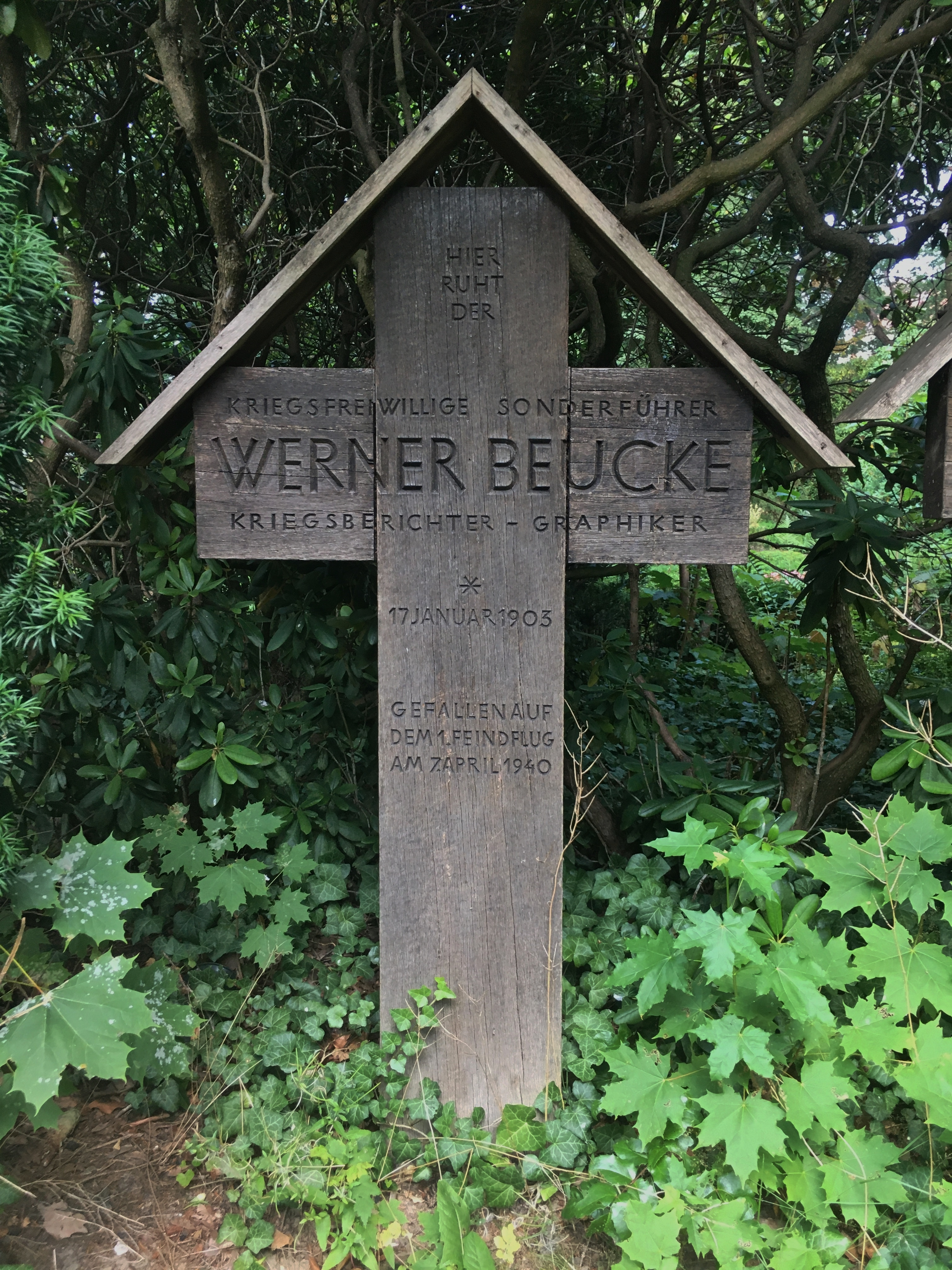
Grabstätte

Werner Beucke (geboren am 17. Januar 1903 in Berlin; gestorben  am 7. April 1940) war ein deutscher Designer und Bucheinbandkünstler.

## Leben
Werner Beucke besuchte die von seinem Vater, Karl Beucke, geleitete Oberrealschule in Zehlendorf und studierte an den Vereinigten Staatsschulen für freie und angewandte Kunst bei O.H.W. Hadank, der der Abteilung Gebrauchsgrafik vorstand. Als Grafiker arbeitete er unter anderem für die Verlage  Ullstein, Propyläen, S. Fischer, Kurt Wolff und die Deutsche Lufthansa. Die Zeitschrift Gebrauchsgaphik veröffentlichte im März 1929 ein mehrseitiges Porträt über Beuckes Arbeiten.
Beucke war Mitglied im Vorstand des Bundes der Deutschen Gebrauchsgraphiker, bis dieser im Juni 1933 mit dem Kampfbund für deutsche Kultur gleichgeschaltet wurde. 1932 reiste Beucke für drei Monate in die USA, wohl auch, um eine Ausstellung seines Berufsverbandes vorzubereiten. In den 1930er Jahren arbeitete er vorübergehend als Dozent an der Höheren Graphischen Fachschule in Berlin. Neben Buchumschlägen und Bucheinbänden gestaltete er auch Firmenschriften und Plakate.
1935 gewann Beucke die Ausschreibung für die Druckgestaltung des Tagesprogramms und der Eintrittskarten für die  Olympischen Winter- und Sommerspiele 1936. Ferner gestaltete er den offiziellen Katalog für den deutschen Ausstellungspavillon während der Weltausstellung Paris 1937.
Beuckes Stil ist konservativ. Charakteristisch für seine Arbeiten sind typografische Gestaltungslösungen. Setzte er anfangs auf konstruierte Schreibschriften, erfolgte nach 1933 zunehmend der Einsatz von Frakturschriften.
Beucke, dessen Grafikbüro bis 1939 florierte, meldete sich zu Beginn des Zweiten Weltkrieges zur Luftwaffe und starb am 7. April 1940, als sein Flugzeug abgeschossen wurde. Sein Grab auf dem Friedhof Zehlendorf (Feld 1) ist erhalten.

## Bucheinbände (Auswahl)
- Ödön von Horváth: Geschichten aus dem Wiener Wald. Volksstück in drei Teilen. Propyläen-Verlag, Berlin 1931, Farb. illustr. von Werner Beucke.
- Klaus Mann: Kind dieser Zeit. Transmare, Berlin 1932.
- Harold Nicolson: Friedensmacher 1919. Deutsch von Hans Reisiger.  S. Fischer Verlag, Berlin 1933 Bucheinband bei Flickr.
- Rudolf Brunngraber: Radium. Roman eines Elementes. Einbandentwurf von Werner Beucke. Deutsche Buch-Gemeinschaft, Berlin [nach 1936].
- Carl Zuckmayer: Salwàre : oder die Magdalena von Bozen. Roman. Bermann-Fischer, Wien 1936.
- Max Barthel: Danksagung. Gedichte. Propyläen-Vlg., Berlin 1938, Einband: Werner Beucke.
- Walter Bauer: Abschied und Wanderung. Drei Erzählungen um Goethe, Hölderlin und Hebbel. Propyläen-Vlg., Berlin 1939, Einband: Werner Beucke.